# Chen Li-Ju
Liu Ming-Huang (24 de abril de 1981) es una deportista taiwanesa que compitió en tiro con arco, en las modalidades de arco recurvo y arco compuesto.
Participó en los Juegos Olímpicos de Atenas 2004, obteniendo una medalla de bronce en la prueba arco recurvo por equipo. Ganó una medalla de oro en el Campeonato Mundial de Tiro con Arco al Aire Libre de 2019.

## Palmarés internacional
| Juegos Olímpicos | Juegos Olímpicos | Juegos Olímpicos  | Juegos Olímpicos |
| Año              | Lugar            | Medalla           | Prueba           |
| ---------------- | ---------------- | ----------------- | ---------------- |
| 2004             | Atenas (Grecia)  | Medalla de bronce | Equipo           |

| Campeonato Mundial al Aire Libre | Campeonato Mundial al Aire Libre | Campeonato Mundial al Aire Libre | Campeonato Mundial al Aire Libre |
| Año                              | Lugar                            | Medalla                          | Prueba                           |
| -------------------------------- | -------------------------------- | -------------------------------- | -------------------------------- |
| 2019                             | 's-Hertogenbosch (Países Bajos)  | Medalla de oro                   | Equipo                           |